# Gregory (Oklahoma)
Gregory es un lugar designado por el censo ubicado en el condado de Rogers en el estado estadounidense de Oklahoma. En el Censo de 2010 tenía una población de 171 habitantes y una densidad poblacional de 35,35 personas por km².

## Geografía
Gregory se encuentra ubicado en las coordenadas 36°10′11″N 95°34′27″O / 36.16972, -95.57417. Según la Oficina del Censo de los Estados Unidos, Gregory tiene una superficie total de 7.79 km², de la cual 7.79 km² corresponden a tierra firme y (0%) 0 km² es agua.

## Demografía
Según el censo de 2010, había 171 personas residiendo en Gregory. La densidad de población era de 35,35 hab./km². De los 171 habitantes, Gregory estaba compuesto por el 66.67% blancos, el 0% eran afroamericanos, el 5.85% eran amerindios, el 14.62% eran asiáticos, el 0% eran isleños del Pacífico, el 5.85% eran de otras razas y el 7.02% pertenecían a dos o más razas. Del total de la población el 7.02% eran hispanos o latinos de cualquier raza.